# Giải pháp cuối cùng

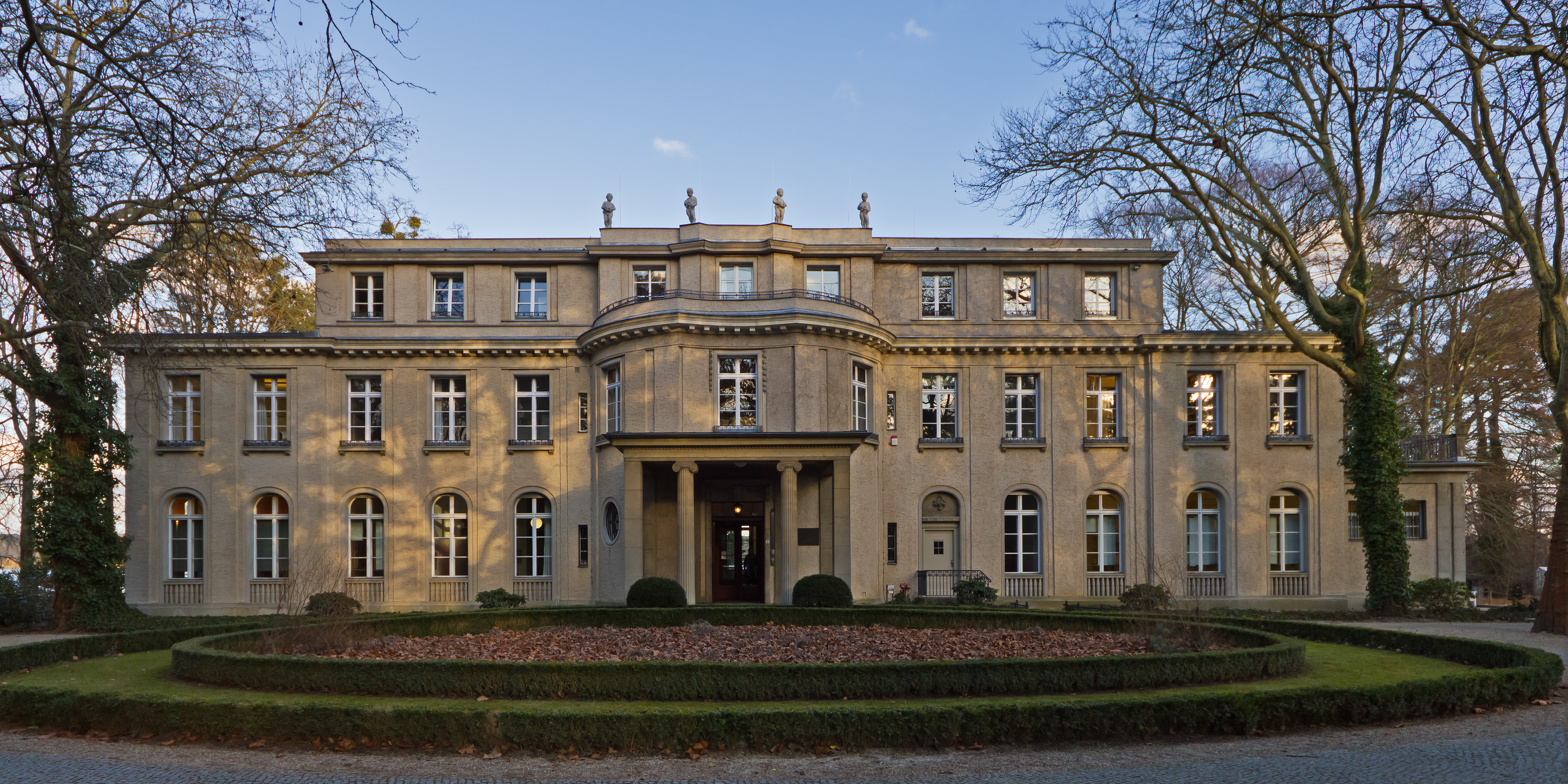
Biệt thự tại 56-58 Am Großen Wannsee, nơi Hội nghị Wannsee đã được tổ chức, hiện tại là một đài tưởng niệm và bảo tàng.

Giải pháp cuối cùng (tiếng Đức: (die) Endlösung, phát âm tiếng Đức: [ˈɛntˌløːzʊŋ]) hoặc Giải pháp cuối cùng cho vấn đề Do Thái (tiếng Đức: die Endlösung der Judenfrage, phát âm tiếng Đức: [diː ˈɛntˌløːzʊŋ deːɐ̯ ˈjuːdn̩ˌfʀaːgə]) là kế hoạch của Đức Quốc xã trong Thế chiến II để tiêu diệt một cách có hệ thống toàn bộ người Do Thái ở các vùng châu Âu do Đức Quốc xã chiếm đóng thông qua diệt chủng. "Giải pháp cuối cùng cho vấn đề Do Thái" là tên mã cho kế hoạch diệt chủng toàn bộ người Do Thái, và không giới hạn chỉ ở lục địa châu Âu. Chính sách diệt chủng người Do Thái trên toàn châu Âu một cách chậm rãi và có hệ thống này đã được các lãnh đạo của Đức Quốc xã trình bày tuần tự và mang tính địa chính trị học trong cuộc họp tại Hội nghị Wannsee trong tháng 1 năm 1942, và lên đến đỉnh điểm trong cuộc tàn sát chủng tộc Holocaust với kết quả 90% người Do Thái ở Ba Lan và hai phần ba số người Do Thái ở châu Âu bị giết chết.
Bản chất và thời gian của những quyết định đưa đến Giải pháp cuối cùng là một khía cạnh được nghiên cứu và thảo luận kỹ lưỡng của Holocaust. Chương trình đã tiến triển trong 25 tháng đầu của cuộc chiến dẫn đến nỗ lực "giết tất cả người Do Thái mà nước Đức nắm giữ". Hầu hết các sử gia, nhất là Christopher Browning, viết rằng giải pháp cuối cùng không thể được quy cho một quyết định duy nhất được thực hiện tại một thời điểm cụ thể. "Nhìn chung mọi người chấp nhận rằng quá trình ra quyết định này kéo dài và gia tăng từ từ." 